# Crisi dello stretto di Formosa
Le crisi dello stretto di Formosa, o crisi dello stretto di Taiwan, furono una serie di crisi internazionali che, dagli anni cinquanta, coinvolsero la Repubblica Popolare Cinese e la Cina nazionalista di Taiwan (Formosa), già in disputa tra loro, ed in cui intervennero anche gli Stati Uniti d'America.
Nella maggior parte dei casi, esse scaturirono da azioni di provocazione militare effettuate nei pressi dell’isola di Formosa, in rappresaglia ad altre provocazioni o in maniera autonoma. Nello specifico, si trattò spesso di esercitazioni militari.

## Antefatti
Il 5 gennaio 1950, in seguito alla vittoria delle armate comuniste di Mao Zedong su quelle nazionaliste di Chiang Kai-shek, il presidente degli Stati Uniti Harry Truman annunciò che quest’ultimi “non si sarebbero fatti trascinare in una guerra con Pechino”, anche nel caso di un attacco comunista a Formosa, isola dove si erano rifugiati l'esecutivo e le superstiti forze del Kuomintang. In effetti, nel frattempo, tra marzo e maggio 1950, con un'operazione di sbarco svolta perlopiù con pescherecci (la Cina comunista non disponeva ancora né di una marina militare né di un'aviazione vera e propria), l'isola di Hainan (fino allora tenuta anch'essa dai nazionalisti) venne conquistata dalle truppe comuniste. 
Tuttavia, il 25 giugno 1950, allorquando ebbe inizio la Guerra di Corea, Truman dovette cambiare opinione dichiarando, il 27 giugno, che gli Stati Uniti avrebbero garantito, anche con la forza, la “neutralizzazione dello Stretto di Formosa”: nei fatti, pochi giorni dopo, la Settima Flotta venne inviata nel suddetto braccio di mare per impedire “qualsiasi tentativo offensivo di Pechino nei confronti di Taiwan, ma anche per dissuadere le forze del Kuomintang dall'effettuare (assai improbabili) azioni di disturbo contro la Cina di Mao”.
In seguito, iniziati i primi pesanti bombardamenti dell'artiglieria sino-comunista contro l'arcipelago delle Kinmen, situato a breve distanza dalla costa cinese, e all'intervento in Corea al fianco delle forze comuniste di forti contingenti di Pechino, il Congresso degli Stati Uniti ritenne necessario fornire a Chang non soltanto protezione, ma anche un certo quantitativo di armi e rifornimenti per il suo esercito. Politica che, subito dopo il suo insediamento alla presidenza (2 febbraio 1953), il successore di Henry Truman, l'ex generale Dwight D. Eisenhower, decise di intensificare.

## La prima crisi (1954-1955)
Forte dell'appoggio statunitense, nei primi giorni dell’agosto del 1954, Chiang Kai-shek trasferì 58 000 soldati a Quemoy e 15 000 nel vicino arcipelago delle Matsu, in modo da creare una “cintura di contenimento” atta a sventare eventuali attacchi contro Formosa. 
Questa mossa irritò non poco l'esecutivo di Pechino, intenzionato fino dal gennaio del 1950 ad impossessarsi dell'isola: non a caso, l'11 agosto, Zhou Enlai, nel corso di un intervento pubblico, ribadì a chiare lettere questo proposito, preannunciando anche l'uso della forza al fine di conseguirlo. 
Tale dichiarazione fu destinata ad innescare una serie di reazioni a catena: sei giorni più tardi, infatti, il governo degli Stati Uniti avvertì la Cina che, in caso di attacco contro Taiwan, gli Stati Uniti sarebbero dovuti intervenire in qualche modo per scongiurarlo. Monito, quest'ultimo, che spinse l'Unione Sovietica a criticare aspramente Washington ed a lasciare intendere sue eventuali mosse di rappresaglia e risposte a carattere militare. 
Nonostante, tuttavia, l'avvertimento della Casa Bianca, il 3 settembre 1954, cinque divisioni di artiglieria medio-pesante dell'Esercito Popolare di Liberazione si posizionarono lungo la costa orientale, dando inizio ad un pesante bombardamento su Kinmen, e non solo: nel successivo mese di novembre, diverse squadriglie di cacciabombardieri sino-comuniste attaccarono ripetutamente le posizioni nazionaliste delle Isole Tachen, causando notevoli danni. 
Di fronte a questa escalation, il 12 settembre 1954, i Capi di Stato Maggiore statunitensi suggerirono al presidente Eisenhower l'ipotesi, in caso di uno sbarco comunista a Quemoy, di utilizzare come mezzo di dissuasione prima l'arma aeronavale per poi passare, se necessario, ad una rappresaglia nucleare contro Pechino (visto che, in quel momento, la Cina non disponeva ancora di armi nucleari, per cui non avrebbe potuto rispondere in maniera analoga). 
Data la delicatezza della situazione, Eisenhower prese tempo, ma il 23 novembre 1954, la Cina comunista decise di procedere, processando e condannando a lunghe pene detentive 13 aviatori nordamericani abbattuti sul territorio cinese nel corso nella Guerra di Corea. 
Seppure infastidito da questa palese rappresaglia, il presidente Eisenhower dichiarò di volere rinunciare, almeno per il momento, a qualsiasi iniziativa militare ai danni di Pechino per risolvere la Crisi dello Stretto. A questo punto, il 2 dicembre 1954, su sollecitazioni del senatore della California, William Knowland, il Congresso siglò un trattato di mutua difesa con il governo nazionalista di Taiwan. L'intesa mandò su tutte le furie Mao che, il 18 (o 20) gennaio 1955, con un atto molto rischioso e assai poco accorto, attaccò e occupò l'isola di “Yijiangshan”, sita ad appena 338 chilometri (210 miglia) a nord di Formosa. Nel corso della battaglia, i comunisti non fecero prigionieri, trucidando l'intera locale guarnigione nazionalista formata da 750 uomini. 
Indignati per l'accaduto, quattro giorni più tardi i membri del Congresso approvarono a maggioranza assoluta l’Ordine del giorno “Formosa” autorizzando il presidente Eisenhower a difendere con le armi non soltanto Formosa, ma anche le isole Quemoy, Dachen, Nanchi e Matsu. 
Nonostante la sua rafforzata posizione di forza, il presidente preferì comunque fare pressioni su Chiang Kai-shek affinché accettasse di evacuare i suoi 11 000 soldati (e i 20 000 civili) presenti nelle Isole Dachen e Nanchi, lasciandole di fatto alla mercé dei sino-comunisti. Suggerimento, questo, per nulla bene accetto da a Chiang che, per contro, nutrendo forti preoccupazioni, soprattutto in seguito al “massacro” di Yijiangshan, fece, al contrario, rinforzare tutte le guarnigioni poste a difesa degli arcipelaghi intorno a Formosa: il generale Chiang inviò truppe e armamenti pesanti a Quemoy, Kinmen e Matsu, dando ai suoi l'ordine di effettuare cannoneggiamenti contro la costa cinese. Pechino allora schierò un'enorme quantità di truppe supportate da artiglieria pesante lungo il litorale compreso tra le città portuali di Fuzhou e Xiamen, riprendendo i cannoneggiamenti su Quemoy e Matsu e le Isole Penghu. 
Il 9 febbraio 1955, la crisi indusse il Senato americano a ratificare il “Patto di Mutua Sicurezza tra Washington e Taipei” (che non aveva valore per le piccole isole nazionaliste poste a pochi chilometri dalla costa cinese), votando anche una nuova più estesa risoluzione che di fatto impegnava gli Stati Uniti a proteggere tutti i territori sotto la giurisdizione di Taipei. 
Il 15 febbraio, pur sostenendo la politica statunitense, il Primo ministro britannico Winston Churchill sconsigliò Washington a prendere in considerazione, anche nel caso di un attacco diretto a Taiwan, l'opzione atomica. Ciononostante, il 10 marzo, nel corso di una riunione del Consiglio di Sicurezza Nazionale (NSC), l'influente segretario di Stato statunitense John Foster Dulles ribadì che il popolo statunitense avrebbe comunque dovuto prepararsi ad un'eventualità di questo tipo e quindi ad una guerra totale contro la Cina comunista. Dichiarazione avallata il 17 marzo dallo stesso presidente Eisenhower, la cui determinazione provocò notevole sgomento presso i governi dei Paesi della NATO, quasi tutti contrari ad eventuali ritorsioni atomiche contro Pechino. Timore che, tuttavia, non scalfì minimamente la volontà di Washington, il quale, il 25 marzo 1955, tramite l'ammiraglio Robert B. Carney, confermò le sue intenzioni, raggiungendo infine i suoi scopi. 
Contrariamente alle opinioni degli analisti europei, la politica del braccio di ferro premiò infatti gli Stati Uniti, costringendo Mao a rivedere tutti i suoi piani: il 23 aprile la Cina, presente alla Conferenza Afro-Asiatica, palesò la sua disponibilità a “negoziare” un'intesa di pace con Taiwan. Mentre il 1º maggio, a dimostrazione delle sue buone intenzioni, Mao ordinò la cessazione dei bombardamenti su Quemoy e Matsu, mettendo così fine alla Prima Crisi dello Stretto. Il 1º agosto 1955, infine, la Cina rilasciò anche i 13 aviatori statunitensi precedentemente incarcerati, riconsegnandoli agli Stati Uniti.

## La seconda crisi (1958)
La tregua nello Stretto di Formosa durò soltanto tre anni, visto che, all'alba del 23 agosto del 1958, circa 600 pezzi di artiglieria di piccolo, medio e grosso calibro dell'Esercito Popolare di Liberazione, dislocati lungo la costa cinese meridionale nell'area di Xiamen, ripresero improvvisamente a martellare Quemoy. Dopo avere colpito l'isola nell'arco delle prime 24 ore con 49 000 proiettili, per circa una settimana, l'artiglieria cinese proseguì il suo intenso lavoro di distruzione nel tentativo di demolire i bunker e le difese interrate del caposaldo nelle cui profonde ed attrezzate viscere stavano riparati ben 100 000 soldati dell'Esercito della Cina nazionalista, cioè quasi un terzo delle forze a disposizione di Chiang Kai-shek. Complessivamente, Quemoy incassò altre 140 000 granate: un quantitativo tale da modificarne sensibilmente l'orografia.
Il 29 agosto, convinto di avere annientato tutte le difese avversarie, il Comando delle forze d'artiglieria del Fujian inviò un ultimatum di resa alla guarnigione nazionalista che, tuttavia, lo respinse. I sino-comunisti dovettero constatare con sorpresa che i danni provocati dai massicci bombardamenti non erano riusciti a intaccare il fitto sistema di casematte e bunker del caposaldo insulare, provocando il disappunto del capo supremo Mao Zedong, che procedette subito alla sostituzione dell'intero Comando del Fujian, evitando di colpire i principali responsabili del fallimento, cioè i servizi segreti. Poche settimane prima, il “servizio d'informazione” di Pechino aveva infatti fornito al Comando dell'Esercito e al Politburo informazioni oltremodo ottimistiche, ma totalmente fuorvianti, circa la forza e le capacità di resistenza della guarnigione di Quemoy.
Nonostante lo smacco subito, Mao, che alla fine di agosto si trovava in riunione con il Comitato Permanente del Politburo presso la stazione climatica di Beidaihe, diede comunque ordine di continuare con i bombardamenti e nel contempo di allestire una forza navale per tentare uno sbarco a Quemoy. Il massimo dirigente della Cina popolare spiegò ai suoi collaboratori che era giunto il momento di “saggiare non soltanto la determinazione delle forze di Chiang, ma anche quella di Washington”. Il "grande timoniere" continuava infatti a pensare che gli americani non avrebbero certo rischiato una guerra, magari nucleare, per evitare l'occupazione di un anonimo isolotto.

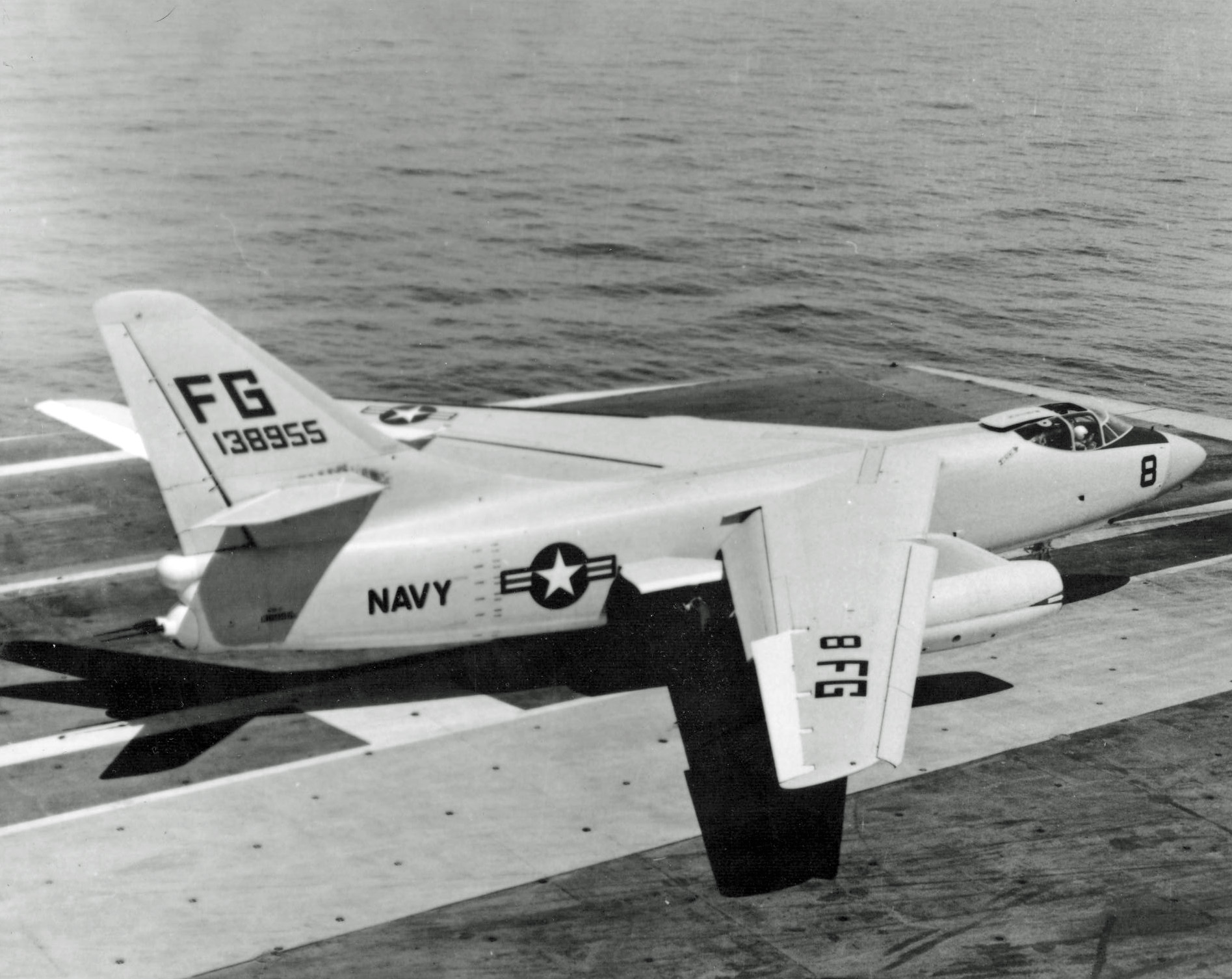
Un bombardiere nucleare Douglas A-3 Skywarrior sul ponte di volo della portaerei USS Saratoga

La risposta degli Stati Uniti non si fece però attendere: dimostrando di non temere affatto il coinvolgimento in un più vasto conflitto, il presidente Eisenhower rinforzò il dispositivo già presente nella zona della Settima Flotta (composta da quattro portaerei più decine di altre navi da combattimento e appoggio) con altre due portaerei, una mezza dozzina di altre unità da guerra e diversi trasporti, inquadrati nella Task Force 77.
Così, il 7 settembre, la squadra statunitense iniziò addirittura a scortare le navi nazionaliste impegnate nelle missioni di rifornimento a Quemoy. Va notato che su ciascuna delle portaerei giunte di rinforzo, oltre i normali velivoli da assalto e cacciabombardieri Douglas A-1 Skyraider e Grumman F9F Panther, risultava imbarcato anche uno speciale bombardiere Douglas A-3 Skywarrior, armato con un ordigno nucleare in grado teoricamente di distruggere Pechino o altre città cinesi.
Contestualmente, le unità ausiliare della Task Force 77 ricevettero anche l'ordine di trasferire dal Giappone a Taiwan un'intera divisione di Marines (circa 16 000 uomini), più un notevole quantitativo di armi, munizioni e rifornimenti destinati all'esercito nazionalista. Successivamente, si diffusero notizie che gli americani avessero inviato a Quemoy anche uno speciale raggruppamento di artiglieria “strategica” dotato di cannoni da 240 mm in grado di sparare proiettili atomici e una batteria di missili Matador con gittata di 1 000 chilometri, armati anch'essi di testate nucleari (anche se appare più verosimile che queste sofisticate armi siano state invece posizionate lungo la costa occidentale di Formosa).
A distanza di tanti anni l'interrogativo che molti studiosi di storia militare si pongono è se Washington fosse stata davvero intenzionata a utilizzare ordigni nucleari per difendere l'integrità della Cina nazionalista, anche a rischio di scatenare una guerra di proporzioni inusitate. Stando ai documenti del Pentagono sembrerebbe plausibile tale possibile intento, dato che un memorandum segreto del Dipartimento di Stato, redatto appena dieci giorni prima il bombardamento di Quemoy, faceva infatti riferimento a possibili ed eventuali rappresaglie atomiche contro bersagli militari situati nelle aree di Shanghai, Hangchow, Nanchino e Canton, nonostante un’eventuale risposta sovietica.
Va tuttavia ricordato che nel corso della ‘Seconda Crisi dello Stretto’, pur continuando a mobilitare le sue forze e ad assicurare il più totale sostegno a Chiang, Washington non mancò però di invitare il leader nazionalista alla massima prudenza, onde evitare di “raccogliere le provocazioni” di Pechino: sia i russi che gli americani preferirono, in buona sostanza, giocare le proprie carte su più tavoli, nella convinzione che uno scontro frontale avrebbe provocato un disastro globale enorme. 
Il braccio di ferro tra Mao e Chiang (guidati e controllati dai rispettivi “protettori”) andò comunque avanti per diverse settimane, tra proclami bellicosi e ambigue aperture, dopodiché Mao – pressato da Mosca, che in realtà temeva più di Washington una guerra con gli Stati Uniti in quanto meno attrezzata sotto il profilo aeronautico e navale - iniziò a rivedere i suoi piani e a farsi decisamente più cauto, sebbene, nel corso di svariati interventi pubblici, non mancò di dichiararsi pronto a “dare una lezione alla ‘tigre di carta’ americana”.
Per giustificarsi con l'ala dura del partito, in seguito Mao dichiarò di avere voluto procrastinare di proposito l'invasione di Formosa in attesa di tempi migliori. Tale dichiarazione, difatti, essenzialmente propagandistica e dettata dalla salvaguardia del suo prestigio personale. In realtà Mao (e Mosca) sapeva bene che Chiang era deciso a resistere ad oltranza, con o senza l'appoggio americano, a qualsiasi ulteriore tentativo di invasione, come dimostrato dalla strenua resistenza opposta dalla guarnigione di Quemoy, o dai 29 MiG-17 e 19 che tra l'agosto e il settembre erano stati abbattuti dalle modeste forze aeree nazionaliste che, per contro, avevano accusato una sola perdita.
Alla fine di settembre, la sostanziale sterilità dei bombardamenti su Quemoy e le sensibili perdite subite indussero Mao ad intavolare un negoziato diretto con Washington (Pechino, infatti, non volle trattare direttamente con Taipei) per addivenire ad una “decorosa tregua” utile a salvare la faccia. 
Fu così che, dopo circa un mese di incontri, il 6 ottobre, il governo comunista dichiarò un cessate il fuoco unilaterale. Due anni più tardi (nonostante alcune interruzioni della tregua) il Grande Timoniere fu addirittura costretto ad addivenire ad un'intesa diretta anche con l'odiato Chiang Kai-shek, giungendo ad una specie di armistizio destinato a durare fino al 1978.

## Le relazioni tra le parti dopo la morte di Mao
Dopo la morte di Mao, l'atteggiamento di Pechino nei confronti di Taiwan e delle Quemoy si ammorbidì sensibilmente, anche se il Politburo non rinunciò mai a rivendicare pubblicamente il possesso di entrambe le isole, riaccendendo a corrente alterna la tensione. 
Da alcuni anni, di fatti, i rapporti tra la Cina continentale e Formosa sembrano essersi però incanalati lungo un tracciato di distensione (soprattutto dopo la clamorosa svolta economica “liberista” avviata da Pechino), tanto che il governo di Taipei provvide a ritirare dalle Quemoy circa i 4/5 della guarnigione, aprendola addirittura ai turisti. Attualmente l'isola, ancora fittamente costellata di bunker e postazioni di artiglieria e missili, ha assunto una funzione quasi simbolica, trasmettendo con potenti altoparlanti, che un tempo replicavano ai proclami propagandistici lanciati dalla costa comunista, ogni sera non motti, ma programmi di musica pop e rock autoctone.

## La terza crisi (1995-1996)
Nel 1995-1996 si ebbe una nuova serie di episodi di ostilità, per quella che è chiamata Terza crisi dello stretto di Formosa: il 21 luglio 1995 l'Esercito Popolare di Liberazione della Cina iniziò a sparare missili nelle acque a nord di Taiwan. La crisi si risolse poco dopo l’arrivo di portaerei statunitensi.

## La quarta crisi (2021-2022)
Nell'ottobre del 2021 durante la celebrazione per i 110 anni della Rivoluzione Cinese (che pose fine all’impero Qing, giornata celebrata anche da Taiwan) il presidente cinese Xi Jinping ha parlato in un discorso di un’ipotesi di riunificazione con Taiwan attuata dalla stessa Cina comunista.
In seguito, intorno alla fine del 2021, una crisi all’interno della produzione di microchip tra Cina e Stati Uniti, ha esacerbato la precaria situazione, portando ad un livello maggiore la già scarsa diffidenza tra le parti.
Infine, tra la fine di luglio e l'inizio di agosto del 2022, la tensione militare e diplomatica salì vertiginosamente, soprattutto a causa della visita a Taiwan della Speaker della Camera dei rappresentanti degli Stati Uniti Nancy Pelosi. Il governo della Repubblica Popolare Cinese fece così convocare i rispettivi ambasciatori e invitò il Governo federale statunitense a rispettare la linea politica cinese.
Nel frattempo, il 4 agosto 2022, l’Esercito Popolare di Liberazione iniziò grosse esercitazioni nelle acque intorno e territoriali di Taiwan, effettuando lanci di missili intorno e sopra la Zona di identificazione di difesa aerea taiwanese ed imponendo de facto un blocco navale ed aereo attorno all’isola. Secondo il Ministero della difesa giapponese, inoltre, 5 missili balistici sarebbero caduti nella zona economica esclusiva nipponica, nella prefettura di Okinawa.
Il 5 agosto 2022, la Cina sospese addirittura tutte le cooperazioni militari ad alto livello con gli Stati Uniti, per quanto annunciò comunque, in data 10 agosto 2022, la fine delle precedenti esercitazioni.